# Tsjuder
Tsjuder est un groupe de black metal norvégien, originaire d'Oslo. Le groupe est dissout en 2006, et reformé en 2010. Le nom du groupe est tiré du film norvégien Le Passeur. « Tsjuder » était également le nom d'une tribu ancienne du Nord de la Russie.

## Biographie

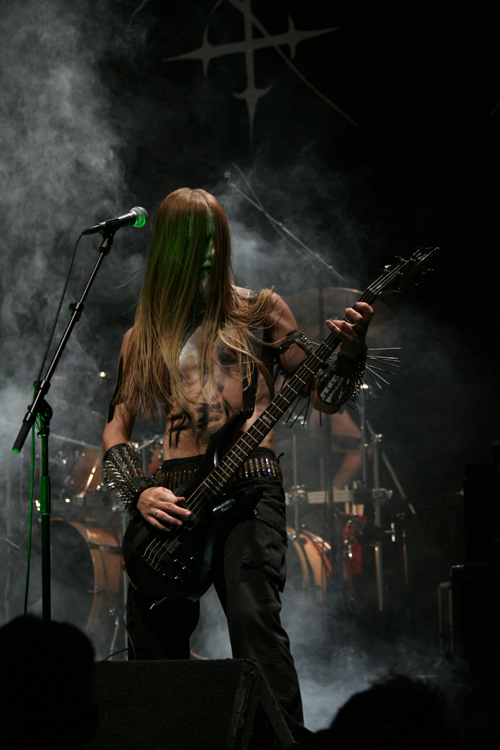
Nag lors d'un concert en 2005 à Oslo.

Tsjuder est formé en 1993 à Oslo par Nag, le chanteur et bassiste du groupe, et Berserk, qui occupe le poste de guitariste. Ils sont rejoints l'année suivante par Drauglin qui occupera le poste de second guitariste en 1994,. L'année suivante, la formation sort sa première démo intitulée Ved Ferdens Ende. Peu après, Berserk quitte le groupe. Il est alors remplacé par le batteur Torvus, avec qui ils sortiront en 1996 une deuxième démo intitulée Possessed. À la suite de cette sortie, d'autres changements de membres s'effectuent au sein du groupe. Torvus quitte Tsjuder, il est remplacé par Desecrator, et le groupe accueille un nouveau guitariste, Diabolus Mort. Ils quittent le groupe en 1998, quelques mois après la sortie de l'EP Throne of the Goat, « par manque d'intérêt » selon leurs propos. Ils sont alors remplacés par Blod du groupe Gehenna à la batterie, et par Arak Draconiiz du groupe Isvind au poste de guitariste. Ils enregistrent ensuite l'EP Atum Nocturnem, EP qui commença à faire entendre parler du groupe et à attirer l'attention des labels locaux.
Plus tard dans l'année, Tsjuder signe un contrat pour deux albums studio avec le label Drakkar Productions. Le groupe enregistre donc son premier album studio, Kill for Satan, qui sort sous ce label en 2000. À la suite de la sortie de l'album, Arak Draconiiz quitte le groupe. Il est remplacé par Pål. En octobre 2001, Anti-Christian doit quitter le groupe à cause de tendinites. Il est remplacé par Jontho du groupe Ragnarok. En 2002 sort le deuxième album studio de Tsjuder, Demonic Possession. La même année, le label Mester Productions ré-édite l'EP Throne of the Goat, en édition limitée à 666 exemplaires. L'année suivante, le batteur Anti-Christian regagne la formation, à la suite du départ de Jontho. En avril 2004, Tsjuder signe avec le label Season of Mist et y sort son troisième et dernier album studio, Desert Northern Hell, en novembre de la même année.
Au début de l'année 2005, le groupe part en tournée à travers toute l'Europe avec le groupe Carpathian Forest. Un DVD live est enregistré pendant cette tournée, Norwegian Apocalypse, sorti en 2006,. Au cours de la même année, le groupe se sépare et cesse toute activité.
Le 18 décembre 2010, le groupe annonce sa reformation pour le festival Wacken Open Air en août 2011. Tsjuder annonce ensuite la sortie d'un quatrième album, Legion Helvete, publié en octobre 2011. À la fin de 2015 sort le nouvel album studio du groupe, Antiliv.

## Style musical et influences
Les paroles et la musique du groupe sont composées en grande majorité par les deux membres fondateurs, Nag et Draugluin. Ils citent comme principales influences musicales les premiers groupes de black metal de fin des années 1980 et début des années 1990,, comme Enslaved, Immortal,,, Gorgoroth, Setherial, Bathory, Celtic Frost et Satyricon. De nombreux groupes de thrash metal des années 1980 sont également cités comme influence musicale. Parmi eux, on peut citer Destruction, Kreator, Sepultura, Slayer, Sodom ou encore le groupe de death/thrash Possessed.
Les thèmes abordés sont très sombres, ils sont basés en général sur la mort, les ténèbres, les forces du mal. Les thèmes anti-religieux sont très présents. Les écrits de l'auteur H. P. Lovecraft sont une grande source d'inspiration pour le groupe,.

## Membres

### Membres actuels
- Nag – chant, basse (1993–2006, depuis 2010)[1]
- Draugluin – guitare, chant (1994–2006, depuis 2010)[1]
- Anti-Christian – batterie (1999–2001, 2003–2006, depuis 2010)[1]

### Anciens membres
- Berserk – guitare (1993–1995)[1]
- Torvus – batterie (1995–1996)[1]
- Desecrator – batterie (1997–1998)[1]
- Diabolus Mort – guitare (1997–1998)[1]
- Blod – batterie (1998–1999)[1]
- Arak Draconiiz – guitare (1999–2000)[1]
- Pål – guitare (2000–2001)[1]
- Jontho – batterie (2001–2003)[1]

## Discographie

### Albums studio
- 2000 : Kill for Satan
- 2002 : Demonic Possession
- 2004 : Desert Northern Hell
- 2011 : Legion Helvete
- 2015 : Antiliv
- 2023 : Helvegr

### Démos et EPs
- 1995 : Ved Ferdens Ende (démo)
- 1996 : Possessed (démo)
- 1997 : Throne of the Goat (EP)
- 1999 : Atum Nocturnem (EP)

## Vidéographie
- 2006 : Norwegian Apocalypse